# Cvadratură (matematică)
Cvadratura (cuadratura) în geometrie este operația construirii numai cu rigla și compasul a unui pătrat care să aibă aria egală cu cea a unei figuri date.
Cea mai celebră problemă de acest tip, formulată încă din antichitate de către învățații greci, este cvadratura cercului.
Abia în 1882, matematicianul german Ferdinand von Lindemann a demonstrat că aceasta nu poate fi rezolvată prin metodele clasice ale geometriei euclidiene.